# Памятник Ленину (Азов)
Памятник В. И. Ленину в городе Азове — памятник В. И. Ленину на Петровской площади (бывшая площадь III Интернационала) города Азова. Объект культурного наследия регионального значения.
Открыт 30 апреля 1978 года к 108-й годовщине со дня рождения Ленина. Одновременно вокруг памятника реконструировалась площадь по проекту главного архитектора города В. Т. Фоменко и председателя Азовского горисполкома А. Т. Иванова.

В Азове с возведением великолепного памятника В. И. Ленину административная площадь города приобрела яркое идейно-художественное содержание.— И. А. Бондаренко, С. Н. Сабанеев - Преображенная земля, 1980
Авторы памятника: скульптор Ю. Г. Орехов (г. Москва) и архитекторы В. А. Петербуржцев и А. В. Степанов.
Памятник представляет собой полуфигуру Ленина, вырубленную из природного азербайджанского гранита.
Общая высота — 10,8 метров: высота трибуны — 5,3 метра, высота пьедестала — 5,5 метра.
Пьедестал облицован полированным гранитом, а с тыльной стороны обложен гранитной «шубой».
Общие работы по сооружению памятника проводились бригадой каменотесов Росмонументискусства РСФСР, Москва и рабочими городского ремонтно-строительного управления. Металлические буквы на пьедестале были выполнены Азовским оптико-механический заводом.